# Fabbrica Automobili Barison & C.
Fabbrica Automobili Barison & C. war ein italienischer Hersteller von Automobilen.

## Unternehmensgeschichte
Der Mailänder Silvio Barison gründete 1922 in Livorno das Unternehmen zur Produktion von Automobilen. Im gleichen Jahr wurde ein Fahrzeug auf dem Automobilsalon von Mailand ausgestellt. 1925 endete die Produktion nach 25 hergestellten Exemplaren.

## Fahrzeuge
Für den Antrieb sorgte ein Vierzylinder-Schiebermotor, den Barison entwickelt hatte. Es gab zwei Motorvarianten. Die kleinere wies 1995 cm³ Hubraum auf. Der größere Motor leistete aus 2474 cm³ Hubraum 55 PS.